# Clancy (Montana)
Clancy es un lugar designado por el censo ubicado en el condado de Jefferson en el estado estadounidense de Montana. En el Censo de 2010 tenía una población de 1661 habitantes y una densidad poblacional de 16,37 personas por km².

## Geografía
Clancy se encuentra ubicado en las coordenadas 46°26′57″N 112°0′11″O / 46.44917, -112.00306. Según la Oficina del Censo de los Estados Unidos, Clancy tiene una superficie total de 101.44 km², de la cual 101.44 km² corresponden a tierra firme y (0%) 0 km² es agua.

## Demografía
Según el censo de 2010, había 1661 personas residiendo en Clancy. La densidad de población era de 16,37 hab./km². De los 1661 habitantes, Clancy estaba compuesto por el 96.33% blancos, el 0.3% eran afroamericanos, el 1.44% eran amerindios, el 0.36% eran asiáticos, el 0% eran isleños del Pacífico, el 0.18% eran de otras razas y el 1.38% pertenecían a dos o más razas. Del total de la población el 2.17% eran hispanos o latinos de cualquier raza.